# Chřešťovice (zámek)
Chřešťovice jsou zámek ve stejnojmenné vesnici u Albrechtic nad Vltavou v okrese Písek v Jihočeském kraji. Vznikl barokní přestavbou starší tvrze v první polovině osmnáctého století. Zámek je chráněn jako kulturní památka.

## Historie

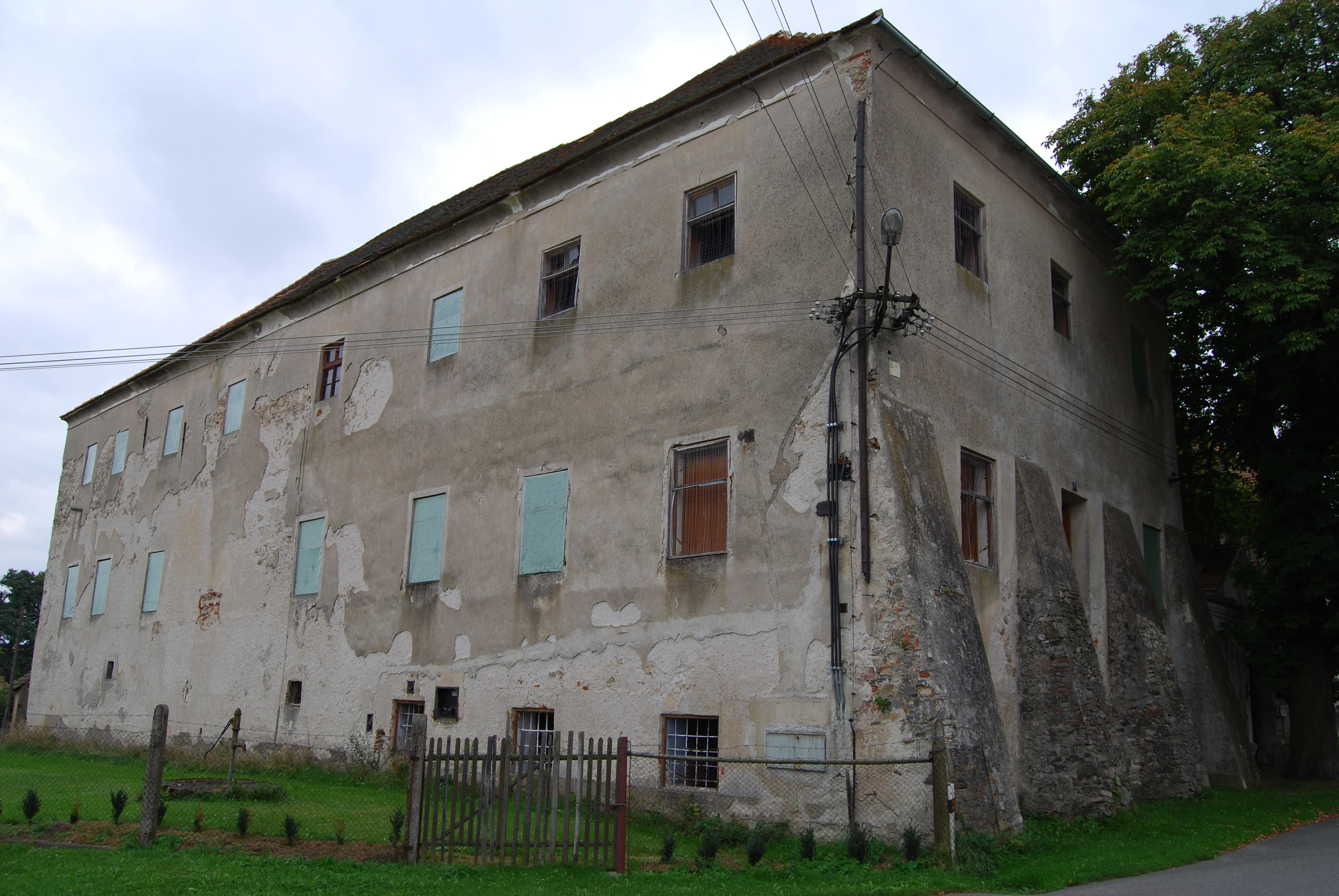
Severní křídlo

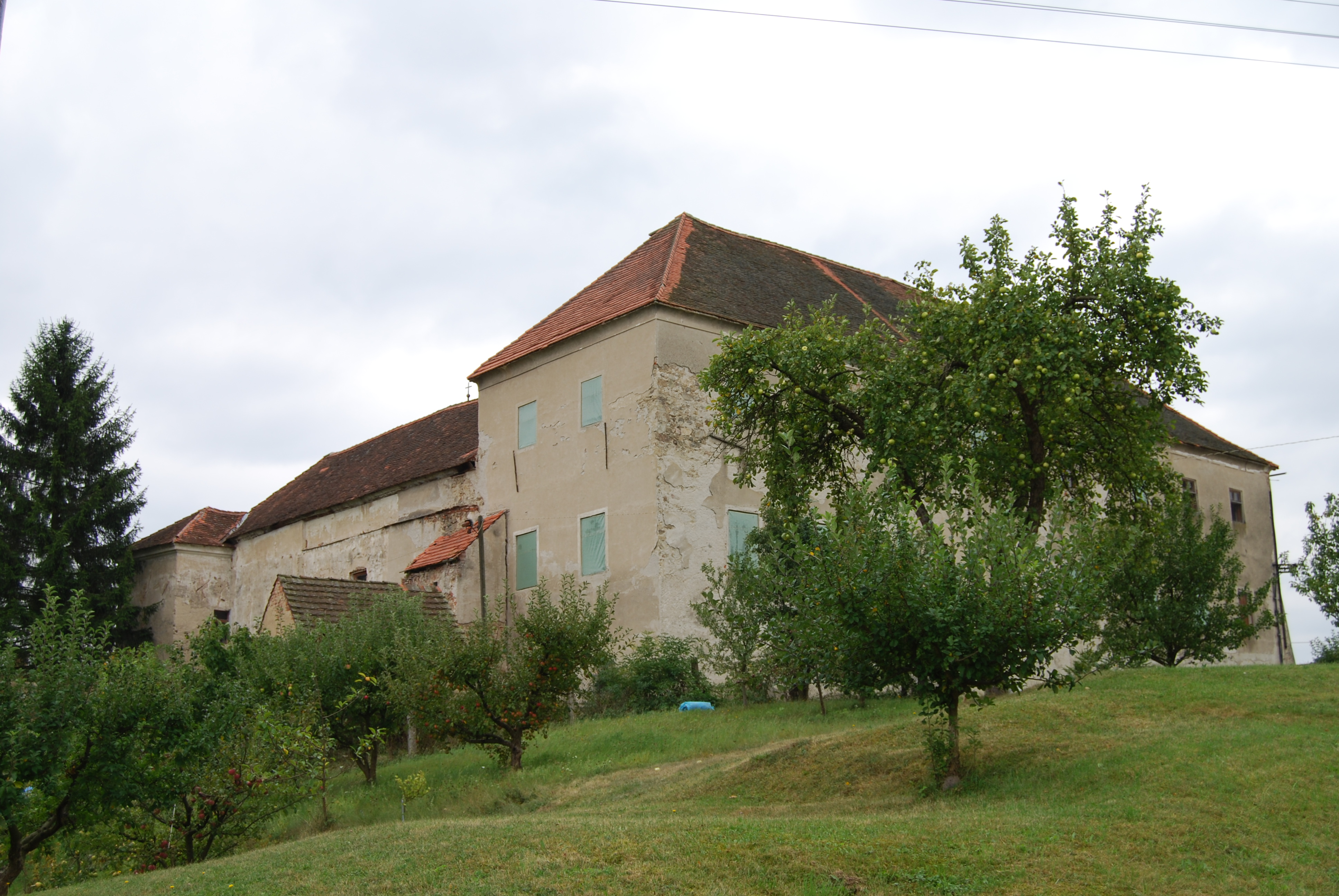
Celkový pohled od severovýchodu

Prvním panským sídlem v Chřešťovicích bývala gotická tvrz poprvé zmíněná v roce 1529. Sídlili na ní zvíkovští a později písečtí manové, kterým patřila část vesnice. Druhý díl vsi byl součástí vltavotýnského statku pražských biskupů. Výnosy z této části vesnice v patnáctém století patřily Janovi ze Soutic a Bohušovi z Drahobudic, kteří ji v roce 1468 dostali od král Jiřího z Poděbrad do zástavy.
Jádrem manského statku býval poplužní dvůr, u kterého byla podle Augusta Sedláčka koncem patnáctého století postavena tvrz. Prvním známým držitelem dvora byl v roce 1360 Bohuněk z Chřešťovic. Roku 1461 dvůr patřil Janu Radkovci z Mirovic, který používal také přídomek „z Chřešťovic“. Král Vladislav Jagellonský mu povolil změnu manského statku na dědičný s tím, že manské povinnosti převede na dvůr v Jehnědně. Janu Radkovci kromě Chřešťovic patřilo několik selských dvorů v Paměticích (ty roku 1492 prodal Jindřichovi ze Švamberka na Zvíkově) a v zástavě měl od Bohuslava a jeho syna Hynka ze Švamberka ves Palčice u Údraže.
V roce 1509 byl pánem Chřešťovic Janův nejstarší syn Petr. Později statek připadl jeho bratru Oldřichovi, kterému roku 1529 patřila tvrz, dvůr, celá ves Chřešťovice, část Jehnědna a Dobešic, mlýn pod kostelem svatého Jana Křitele a podací právo ke kostelu. Zároveň však musel vyplatit 300 kop grošů Petrovým potomkům, což učinil v roce 1544. Oldřich Radkovec malé panství odkázal svým dvěma dcerám Johance a Anně. Johanka v roce 1558 svou polovinu prodala Janovi staršímu Kalenicovi z Kalenic za 500 kop českých grošů, zatímco Anna se provdala za Janova syna Bohuslava z Kalenic. Kalenicové se o statek dělili do roku 1572, kdy Anna koupila Janovu polovinu za tisíc kop českých grošů a celý statek odkázala manželovi. Bohuslav použil dědictví po otci, a v roce 1575 přikoupil části vsí nebo celé vsi Kluky, Březí, Křižanov, Veselí a Bilina. Po Annině smrti se Bohuslav z Kalenic oženil podruhé s Marjanou z Tetova. Díky jejímu věnu koupil statek Bzí. Některý člen rodu Kaleniců nechal tvrz přestavět v renesančním slohu.
Bohuslav z Kalenic měl syny Jana, Oldřicha, Bohuslava a Jáchyma, z nichž poslední pocházel z druhého manželství. Jan dostal roku 1592 od otce 5 500 míšeňských grošů, aby mohl podniknout cestu do Nizozemska. Oldřich s Bohuslavem měli majetek spravovat společně s tím, že Jáchymovým poručníkem se stal Oldřich. Oba bratři však po otcově smrti přenechali statek Bzí Marjaně z Tetova a Chřešťovice získal Oldřich. Roku 1600 se s bratry o majetek rozdělil, takže mu připadla polovina chřešťovické tvrze: světnice, kancelář, klenutá kuchyně, světnička, komora a světnička nad mostem. Později získal i druhou půlku tvrze a 8. ledna 1602 se oženil s Annou, dcerou Burjana Tetoura z Tetova. Oldřich se vzhledem k nemoci nezúčastnil stavovského povstání a v jeho průběhu dne 23. února 1619 zemřel. Poručníkem Oldřichova nezletilého syna Jana Adama Kalenice z Kalenic se stal jeho strýc Jan Kalenice z Kalenic, který sídlil ve Škvořeticích. Po Bitvě na Bílé hoře poručnictví převzala Anna z Tetova. Chřešťovice však byly zadlužené, a Anna je nedokázala dlouho udržet. Dne 24. srpna 1628 je proto za 12 500 kop míšeňských grošů koupila Alena Marie Šternberková, rozená Hozlauerová z Hozlau. Ke statku tehdy patřily Chřešťovice, Nahorský a Dobešický dvůr, část Vltavy se třemi mlýny, podací právo ke kostelu a vsi Kluky, Březí a Dobešice.
Alena Marie byla manželkou Václava ze Šternberka († 1635), po jehož smrti se provdala za Radslava Jaroslava ze Vchynic († 1644). V roce 1636 Chřešťovice prodala za 24 000 rýnských zlatých Kateřině Kothartové, rozené Rezlové. Ta panství vlastnila jen krátce a roku 1642 je od ní koupil Jan Kořenský z Terešova na Radomilicích, jehož manželkou byla Anna Zuzana Čabelická ze Soutic. Jan Kořenský Chřešťovice i Radomilice odkázal svému mentálně postiženému strýcovi Václavu Lukášovi Kořenskému z Terešova. Ten je roku 1669 zdědil, ale panství za něj spravovala manželka Barbora Kateřina Vitinka ze Rzavého. Jan však před svou smrtí odkázal mnoho peněz různým osobám, a dluhy nebylo možné z výnosů obou statků pokrýt. Barbora Kateřina proto u zemského soudu požádala o prodej panství a uhrazení dluhů. Soudem stanovená komise potom Chřešťovice roku 1679 prodala Novému Městu pražskému.
Nové Město statek vlastnilo do roku 1695, kdy jej od něho koupil hrabě Zikmund Ludvík z Trauttmansdorffu, majitel Protivína. Spolu s protivínským panstvím Chřešťovice roku 1711 získal Adam František ze Schwarzenbergu. Schwarzenbergové nechali starou tvrz roku 1708, 1709 nebo 1719 přestavět podle projektu architekta Vincence Rohrbachera na barokní zámek.
Ve druhé polovině dvacátého století se o zámek dělil místní národní výbor s jednotným zemědělským družstvem. V zámku tehdy byly byty. Po roce 2005 zámek vlastnil Karl Häsler, který zahájil částečnou rekonstrukci. Roku 2018 zámek koupil nový majitel.

## Stavební podoba
Zámecká budova je trojkřídlá a má dvě patra. Fasády na nádvoří jsou členěné pilastry. Zdivo gotické tvrze s až 160 centimetrů silnými zdmi a valenými klenbami se dochovalo ve východní vnější zdi hlavního křídla, dále v přibližně východní polovině jižní obvodové zdi a především v severním křídle, kde je patrná dispozice trojprostorového gotického paláce. Ostatní původně gotické zdi bývaly nejspíše hradbou, přičemž na východní straně a v jihovýchodním nároží jsou patrné původně otevřené čtverhranné bašty. Zbývající rozsah budov je nejspíše výsledkem renesančního rozšíření. Komunikaci mezi pokoji renesanční tvrze v patře umožňovaly pavlače. Část pavlačí byla v baroku nahrazena pilířovými arkádami, které však byly během klasicistních úprav (1819) zazděny. V polovině osmnáctého století muselo být zdivo západního průčelí podepřeno opěráky. V prvním patře v jihovýchodním rohu se nachází zámecká kaple svaté Barbory.